# Ракетомодельный спорт
Ракетомодельный спорт — технический вид спорта, в котором участники соревнуются в конструировании, изготовлении, организации запуска и пилотировании (для радиоуправляемых) моделей ракет. На международном уровне ракетомодельный спорт курируется Комиссией ФАИ по авиамодельному спорту (CIAM).

## Классификация моделей ракет
Модели ракет подразделяются на 12 категорий: 

S1 — модели ракет на высоту полёта; 

S2 — модели ракет на высоту полёта со стандартным грузом; 

S3 — модели ракет на продолжительность полёта с парашютом; 

S4 — модели планеров с ускорителем на продолжительность полёта; 

S5 — модели-копии ракет на высоту полёта; 

S6 — модели ракет на продолжительность полёта с лентой; 

S7 — модели-копии ракет на реализм полёта; 

S8 — модели ракетных планеров на продолжительность полёта; 

S9 — модели ракет на продолжительность полёта с ротором; 

S10 — модели ракет на продолжительность полёта с «мягким крылом»; 

S11 — модели-копии ракетопланов и космических кораблей; 

S12 — модели ракет для троеборья на продолжительность полёта.
Все категории моделей (кроме S7 и S11) подразделяются на классы в соответствии с суммарным импульсом двигателя:
| Класс | Суммарный импульс, Н {\displaystyle \cdot } с |
| ----- | --------------------------------------------- |
| A     | 0..2,5                                        |
| B     | 2,51..5                                       |
| C     | 5,01..10                                      |
| D     | 10.01..20                                     |
| E     | 20,01..40                                     |
| F     | 40,01..80                                     |

### Категория S1
Модели ракет на высоту полёта.
Для измерения высоты полёта используются оптические приборы, с помощью которых измеряются углы возвышения и крена и методом триангуляции вычисляется значение высоты. Для облегчения модели слежения по окончании работы двигателя выбрасывается «облако» цветного вещества, по которому и замеряют высоту.
Также для измерения высоты используются миниатюрные электронные альтиметры, устанавливаемые в модели.

### Категория S2
Чемпионатных классов нет.

### Категория S3
Модели ракет на продолжительность полёта с парашютом

Чемпионатный класс — S3A.

Продолжительность полета замеряется начиная от старта ракеты до её приземления или ухода из видимости.

### Категория S4
Модели ракетопланов на продолжительность полета
Чемпионатный класс — S4A.

### Категория S5
Чемпионатный класс — S5C.

### Категория S6
Модели ракет на продолжительность полёта с лентой

Чемпионатный класс — S6A.

Продолжительность полета замеряется начиная от старта ракеты до её приземления или ухода из видимости.

### Категория S7
На классы в соответствии с суммарным импульсом двигателя не подразделяется.

### Категория S8
Чемпионатные классы — S8D, S8E

### Категория S9
Чемпионатный класс — S9A.
Модели ракет на продолжительность спуска в режиме авторотации.

### Категория S10
Чемпионатных классов нет.

### Категория S11
На классы в соответствии с суммарным импульсом двигателя не подразделяется.

### Категория S12
Чемпионатных классов нет, в России проводятся соревнования в классе S12A.